# Kiralnost (kemija)
Kiralnost (grč. χείρ: ruka) je svojstvo koje imaju likovi i tijela koje se očituje u tome da se zbog nesimetričnosti prostornog rasporeda atoma ili molekula izvornik ne može poklopiti sa svojom zrcalnom slikom odnosno zrcalnim prostornim oblikom, bez obzira na to kakve pomake ili zakrete napravili s njima.
Središte kiralne molekule je asimetrično. Molekule s dva, tri ili n kiralnih središta imaju 2n stereoizomera. Ako ove molekule s više od dva kiralna središta posjeduju ravninu simetrije, onda su akiralne. Primjer akiralnih molekula su molekule vode, kisika, dušika, metana, ugljikovog dioksida, ugljikovog monoksida i dr. Primjeri kiralnih molekula su molekule većine aminokiselina, šećera, nukleinskih kiselina i dr.
Molekule živog svijeta kao što su bjelančevine i nukleinske kiseline homokiralne su, što znači da u prirodi postoji samo izvornik i da su jedine, odnosno da ne postoji njihova zrcalna slika. Homokiralnost ima važnost u razvoju novih lijekova.
Najčešći je slučaj kod organskih molekula u kojima je ugljikov atom građen nesimetrično, odnosno, na nj su vezana četiri različita atoma ili atomske grupe. I drugi kemijski elementi mogu biti kiralni, poput dušika, fosfora, sumpora i drugih, kad su na njihovim atomima vezana četiri razlčita supstituenta koji su usmjereni u vrhove tetraedra.
Na većoj razini primjer su lijeva i desna ruka. Kiralne su i molekule kao što su aminokiseline, šećeri, hormoni.
Ono po čemu se Kiralne molekule razlikuju jest optička aktivnost, pa prvi izomer zakreće ravninu polariziranog svjetla u lijevo, a drugi u desno, kao što se ponašaju enantiomerna dva oblika mliječne kiseline. Pomiješamo li u smjesu jednake dijelove lijevog i desnog izomera dobivamo racemat. Optička aktivnost je nužan i dovoljan uvjet optičke aktivnosti.
Kemijski spojevi kod kojih se izvorni lik i zrcalni odraz razlikuju (kiralni spojevi) jesu izomeri ili stereoizomeri.
Opći sustav označavanja kiralnih molekula razvio je hrvatski kemičar, nobelovac Vladimir Prelog i britanski kemičari Robert Sidney Cahn i Christopher Kelk Ingold.